# Тартас
Тарта́с (от кетского «тар» — выдра, «тас» — река) — река в Новосибирской области России, правый приток реки Оми.

## География
Длина реки — 566 км, площадь водосборного бассейна — 16 200 км². Исток находится в Новосибирской области на Васюганской равнине в междуречье Оби и Иртыша, и расположен на высоте 150 метров над уровнем моря.
На реке расположены сёла Гражданцево и Северное, деревня Ударник, деревня Малиновка, село Чебаки, село Чуваши, посёлок Кордон, село Верх-Красноярка, деревня Большие Кулики, деревня Новоникольское, деревня Тычкино, село Минино, деревня Тимофеевка, село Шипицыно, село Сибирцево 1-е, деревня Георгиевка, деревня Ольгино, деревня Бровничи, деревня Григорьевка, деревня Ночка, деревня Орлово, деревня Красноярка, село Ключевая, село Заречье, село Венгерово, село Новый Тартас, село Старый Тартас.
Наиболее значительные притоки: Калгач, Термяк, Урез, Изес.
Русло Тартаса извилистое, долина слабо выражена. Питание смешанное, с преобладанием снегового. Размах колебаний уровней в году 3,5—4,0 м. Течение реки медленное, дно глинистое, иловатое, берега отлогие, поросли тальником и березой, они состоят в большинстве из песка и глины и покрыты хорошими лугами. Глубина реки на перекатах 0,5—2 м, на плёсах до 3 метров, на реке большое количество омутов глубиной до 8 метров. Ширина реки от 10 до 70 метров. Среднегодовой расход воды в 21 км от устья — 21,19 м³/с, весеннее половодье с апреля по июнь (ок. 70 % годового стока). р. Тартас подпираются в половодье водами р. Омь. Замерзает во второй половине октября — начале ноября, вскрывается в конце апреля. Продолжительность ледостава 170 дней в низовьях и 180 в верховьях. В суровые зимы на перекатах перемерзает.
Приблизительно до середины XX века — сплавная, регулярное судоходство от пристани Северное (370 км).

## Расход воды
| Средний расход воды (м³/с) реки Тартас по месяцам с 1939 по 2000 гг. (замеры производились на гидрологическом посту в районе с. Венгерово, 21 км от устья) |

Наблюдение за расходом воды в реке велись в течение 59 лет (между 1939 г. и 2000 г.), на контрольно-измерительной станции Венгерово, которая находится в 21 км от её впадения в Омь, и на высоте 95 метров. Средний годовой расход в этот период составил 21,2 м³/с с 16 200 км², всего водораздела реки.
Глубина стока в этой части бассейна достигла 41 миллиметров в год, что, по общему признанию низкой, но в целом соотносится с результатами измерений на бассейне реки Омь и в целом на Большинство рек на юге и юго-западных равнин Западной Сибири в России.
Высокая вода проходит в мае и июне, что соответствует оттепели весны и таяния снега. В июле темп резко падает, и это снижение продолжается в августе. После этого ежемесячный темп снижения продолжается постепенно до очень поздней осени. Затем он снижается ещё в декабре, который знаменует собой начало периода низкой воды. Это длиться с декабря по март включительно и отражает зимние морозы зимой.
Средний ежемесячный расход наблюдался в феврале (низкий минимальный расход) 2,82 м³/с, или примерно 3 % от среднего течения с мая (90,6 м³/с), в котором подчеркивается сезонные колебания очень высокой амплитуды, даже в сибирских условиях, когда различия часто очень важны. Эти различия в ежемесячном расходе может быть ещё более выраженным после лета: период наблюдения 59 лет, минимальный ежемесячный расход 1,10 кубических метров в секунду, в январе 1968 года, в то время как максимальный ежемесячный расход составляет 293 кубических метров в секунду, в июне 1941 года. Но эта очень высокая скорость была рекордной. В августе 1982 года наблюдался минимальный расход 1,13 м³/с.

## Притоки
(расстояние от устья)
- 128 км: Изес
- 140 км: Урез
- 216 км: Арынцас
- 296 км: Ургулька
- 368 км: река без названия
- 376 км: Зункуй
- 377 км: река без названия
- 393 км: Елмазка
- 408 км: Ракитовка
- 450 км: Тайдас
- 481 км: Термяк
- 501 км: Кайгач

## Данные водного реестра
По данным государственного водного реестра России относится к Иртышскому бассейновому округу, водохозяйственный участок реки — Омь, речной подбассейн реки — Омь. Речной бассейн реки — Иртыш.